# Chromis limbata
Chromis limbata là một loài cá biển thuộc chi Chromis trong họ Cá thia. Loài này được mô tả lần đầu tiên vào năm 1833.

## Từ nguyên
Tính từ định danh limbata trong tiếng Latinh có nghĩa là "có đường viền", hàm ý đề cập đến dải viền đen trên vây đuôi, vây lưng và vây hậu môn của loài này.

## Phạm vi phân bố và môi trường sống
C. limbata được phân bố dọc theo bờ biển Tây Phi, từ phía nam Tây Sahara đến Pointe-Noire (Cộng hòa Congo), bao gồm các hải đảo ngoài khơi là Açores, Madeira và quần đảo Canaria. C. limbata cũng được ghi nhận tại bang Santa Catarina (Brasil) ở bờ tây Đại Tây Dương, được cho là theo nước dằn tàu mà đến được khu vực này. C. limbata có thể bị xác định nhầm là Chromis chromis ở Tây Sahara và Mauritanie.
C. limbata được quan sát và thu thập ở độ sâu khoảng từ 5 đến 45 m.

## Mô tả
C. limbata có chiều dài cơ thể lớn nhất được ghi nhận là 14 cm. Cơ thể có màu vàng nâu, sẫm màu hơn ở lưng. Vảy cá được viền đen. Vây hậu môn và vây lưng có dải đen dọc theo viền ngoài, hai thùy đuôi cũng có dải đen tương tự (sẫm hơn C. chromis). Phần vây đuôi giữa có các tia màu trắng hoặc cam. Gốc vây ngực có một đốm đen lớn.
Số gai ở vây lưng: 14; Số tia vây ở vây lưng: 11–12; Số gai ở vây hậu môn: 2; Số tia vây ở vây hậu môn: 10–12; Số tia vây ở vây ngực: 18–20; Số gai ở vây bụng: 1; Số tia vây ở vây bụng: 5; Số vảy đường bên: 17–20; Số lược mang: 20–22.

## Sinh thái học
Thức ăn của C. limbata là động vật phù du. Cá đực xây tổ và có tập tính bảo vệ và chăm sóc trứng. Cá đực đang canh tổ trứng sẽ chuyển sang màu xanh da trời hoặc tím hoa cà, trừ bụng là màu trắng, và dải đen trên các vây sẽ biến mất.